# 三好郵便局
三好郵便局（みよしゆうびんきょく）
- 愛知県みよし市にある郵便局。本記事にて記述する。
- 青森県五所川原市にある郵便局。局番号は84131。

三好郵便局（みよしゆうびんきょく）は愛知県みよし市三好町大坪26にある郵便局。民営化前の分類では集配普通郵便局であった。

## 沿革
- 1876年（明治9年）3月16日 - 三好郵便局（五等）として開設[1]。
- 1884年（明治17年）6月25日 - 貯金取扱を開始[2]。
- 1893年（明治26年）4月1日 - 為替取扱を開始。
- 1965年（昭和40年）11月27日 - 保見郵便局から和文電報配達業務の一部[3]を移管[4]。
- 1966年（昭和41年）11月26日 - 電話交換および和文電報配達業務を、三好電報電話局に移管。
- 1982年（昭和57年）9月1日 - 特定郵便局から普通郵便局に局種別改定。
- 2000年（平成12年）8月14日 - 外国通貨の両替および旅行小切手の売買に関する業務取扱を開始。
- 2007年（平成19年）10月1日 - 民営化に伴い、併設された郵便事業三好支店に一部業務を移管。
- 2012年（平成24年）10月1日 - 日本郵便株式会社発足に伴い、郵便事業三好支店を三好郵便局に統合。

## 取扱内容
- 郵便、印紙、ゆうパック、内容証明
- 貯金、為替、振替、振込、国際送金、外貨両替・トラベラーズチェック、国債、投資信託
- 生命保険、バイク自賠責保険、自動車保険
- ゆうちょ銀行ATM
- 「470-02xx」区域（みよし市の全域）の集配業務
- ゆうゆう窓口

## 周辺
- みよし市役所
- アイ・モール三好
- 国道153号

## アクセス
- 名鉄バス 三好上停留所、さんさんバス わかば保育園停留所下車
- 東名高速道路 東名三好ICから南西へ約3.5km
- 駐車場あり：15台